# Amager Flyveopvisning
Amager Flyveopvisning er en dansk dokumentarisk optagelse fra 1920 af flyveopvisning på Kløvermarken på Amager. Instruktør og fotograf kendes ikke..

## Handling
Flyvning: forskellige dobbelt-vingede flyvemaskiner letter fra Kløvermarkens flyveplads på Amager. Flyvemaskiner giver opvisning i luften. Faldskærmsudspring. Fly lander igen.